# Donante de sangre
Donante de sangre (in italiano: "donatore di sangue") è un singolo del rapper portoricano Daddy Yankee, pubblicato il 29 marzo 2024.
Si tratta di una delle prime composizioni pubblicate dall'artista, dopo aver annunciato la sua conversione al cristianesimo.

## Video musicale
Il video mostra Daddy Yankee nel suo studio di registrazione, che esegue la canzone con molta convinzione in quello che dice.

## Remix
Essendo un rap, molti canali hanno realizzato nuove versioni non ufficiali con il ritmo del reggaeton, tra cui il produttore Elías Peña.